# 1942 (videojoc)
1942 és un videojoc shoot 'em up de desplaçament vertical fet per Capcom que va ser llançat per a recreatius el 1984. Va ser el primer joc de la sèrie 19XX. El va seguir el 1943: The Battle of Midway.
1942 s'ubica en la Campanya de l'Oceà Pacífic. L'objectiu és arribar a Tòquio i destruir tota la flota aèria japonesa. El jugador pilota un Lockheed P-38 Lightning anomenat el "Super Ace". El jugador ha de derrotar avions enemics; Per evitar el foc enemic, el jugador pot fer un gir en si mateix o vertical. Durant el joc, el jugador pot recollir una sèrie de bonificacions, una de les quals permet que l'avió sigui escortat per altres dos lluitadors més petits en una formació Punta de remolc. Hi ha diversos avions enemics: Kawasaki Ki-61, Mitsubishi A6M Zero i Kawasaki Ki-48. L'avió enemic final és un Nakajima G8N.
El joc va ser posteriorment portat al Famicom el 1985 al Japó, Amèrica del Nord el 1986, (desenvolupat per Micronics), MSX, NEC PC-8801, Windows Mobile Professional, i Game Boy Color. Va ser portat per l'editor de jocs europeus Elite Systems per a Amstrad CPC, ZX Spectrum i Commodore 64. El joc va ser inclòs com a part del Capcom Classics Collection per a l'Xbox i PlayStation 2 el 2005.
La versió recreativa va ser llançada al Wii Virtual Console al Japó el 21 de desembre de 2010, a la regió PAL el 21 de gener de 2011, i a Amèrica del Nord el 24 de gener de 2011.